# Морской ястреб (фильм, 1941)
«Морской ястреб» — советский односерийный художественный фильм, снятый в 1941 году режиссёром Владимиром Брауном. Вышел на экраны в январе 1942 года. Снимать фильм начали ещё до начала Великой Отечественной войны на Одесской киностудии. В связи с началом войны многие актёры изъявили желание отправиться на фронт, в том числе и исполнители главных ролей. Командование Черноморского флота решило артистов не призывать, так как нужно было заканчивать съёмки. Фильм продолжили снимать, нередко под бомбёжками. Съёмочная группа фильма покидала Одессу одной из последних по морю, железную дорогу уже перерезали. Остальные съёмки фильма проходили в Новороссийске, Махачкале, Ташкенте.

## Сюжет

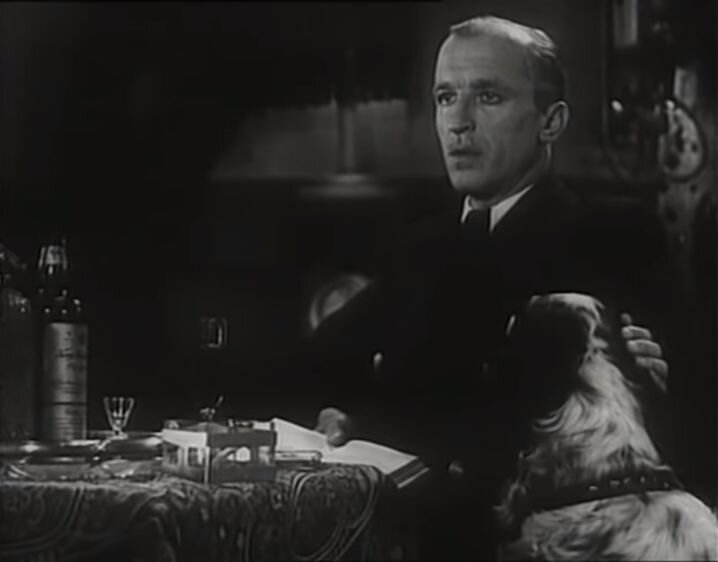
Андрей Файт в роли командира немецкой подлодки

Последние дни накануне Великой Отечественной войны. В Чёрном море немецкая подводная лодка, замаскированная под парусник торгового флота, нападает на иностранные торговые суда и топит их. С каждого из потопленных судов по одному человеку они забирают к себе на борт, и те становятся свидетелями новых преступлений командира немецкой подводной лодки (Андрей Файт). Советские моряки узнают о лодке, и на перехват «пирата», как его прозвали, отправляется советское торговое судно «Вятка», переоборудованное в военное. Артиллерийские орудия на корабле замаскированы, команда из лучших военных моряков переодета в гражданскую форму. Командует этим судном капитан-лейтенант Найдёнов (Иван Переверзев). 21 июня 1941 года «Вятка» встречается с «пиратом». Действуя по своей излюбленной схеме, немецкий капитан даёт на судно сигналами просьбу остановиться и оказать помощь, якобы потому, что испорчена радиосвязь. Немецкий капитан обычно пускал в это время в «торговца» торпеду, но сейчас у него другие планы, он хочет ещё пополнить свой запас продовольствия. Он отправляет на «Вятку» своих двух помощников для переговоров с советским капитаном. Переговоры идут тяжело, обе стороны справедливо подозревают друг друга в обмане. Помощники немецкого капитана возвращаются на борт и докладывают: им не удалось выведать, что это за корабль, что за груз на нём и есть ли там запасы провианта. Также не удалось проникнуть и в радиорубку, чтобы испортить радиостанцию. «Пират» открывает по «Вятке» огонь из артиллерийских орудий. Неожиданно «Вятка» тоже отвечает огнём, и уже после второго выстрела, который был произведён мимо судна (таков был приказ Найдёнова) парусник неожиданно взрывается и тонет. Это немцы применили хитрость, взорвав ложную надстройку и быстро погрузившись на подлодке. Найдёнов отдаёт приказ команде закамуфлировать судно под лесовоз «Морской ястреб». К утру 22 июня работа закончена. В этот день немецкий «пират» вновь встречается с советским судном. Пиратская подлодка уже не всплывает, она торпедирует судно из подводного положения. Команда «Морского ястреба», наскоро заделав пробоину, имитирует переполох, пожар на судне, и спешно, «в панике», покидает его. На самом деле на судне остались командир и канониры у двух орудий. Капитан немецкой подводной лодки видит в перископ, что команда покинула судно. Он решает приблизиться к мнимому лесовозу вплотную, всплыть и расстрелять его из орудия. Когда подлодка приблизилась к «Морскому ястребу», по ней был открыт огонь из двух орудий. Лодка получает значительные повреждения и тонет…

## В ролях

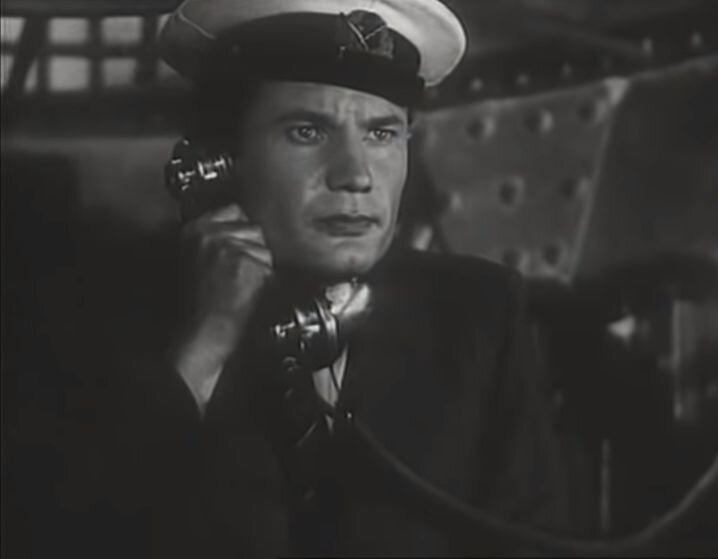
Иван Переверзев в роли Найдёнова

- Иван Переверзев — Александр Найдёнов
- Андрей Файт — командир немецкой подводной лодки
- Леонид Кмит — Ласточкин, комендор
- Людмила Морозова — Людмила, жена Найдёнова
- Кирилл Поздняк — Степан Никитович Поздняков
- Михаил Гродский — Грин
- Ханс Клеринг — офицер
- Чеслав Сушкевич — Карпенко, матрос
- Иван Бобров — Ваня, кочегар
- Леон Рахленко — контр-адмирал
- Николай Комиссаров — Свердруп, помощник капитана «Ундины»
- Осип Абдулов — Иван Акимович
- Евгений Агеев — Середин, старпом
- Анатолий Никитин — Кашкин, матрос
- Григорий Михайлов — эпизод
- Андрей Сова — рулевой на «Вятке»
- Алексей Долинин — матрос
- Виктор Проклов — матрос-кочегар
- Олег Липкин — матрос
- Андрей Мирошниченко — кок
- Николай Волков — пленный капитан (нет в титрах)
- Эммануил Геллер — пленный капитан (нет в титрах)

## Съёмочная группа
- Авторы сценария:
  - Андрей Михайловский
  - Николай Шпанов
- Режиссёр: Владимир Браун
- Операторы:
  - Яков Кулиш
  - Григорий Шабанов
  - Григорий Айзенберг
- Художник: Михаил Юферов
- Композиторы:
  - Генрих Варс
  - Юрий Милютин
- Звукооператор: Григорий Коренблюм
- Директор картины: Михаил Шор

## Факты
- В фильме звучит песня «Уходит от берега „Ястреб морской“». Её авторы — композитор Юрий Милютин и поэт Евгений Долматовский. Исполняет песню в фильме матрос Карпенко (актёр Григорий Михайлов)[1].
- Фильм частично основан на реальных событиях: атаке немецкого торпедного катера на советский грузовой теплоход «Гайсма» в водах Балтийского моря в ночь на 22 июня 1941 года. Однако если по сюжету фильма моряки вступают с немцами в противоборство и в итоге побеждают, то в реальности советский корабль затонул и его команда погибла.
- Основные съёмки фильма проходили в осаждённой фашистскими войсками Одессе. И только после того, как город окружили немцы, съёмочная группа погрузилась на один из последних теплоходов и под обстрелом авиации противника покинула город.